# Аннона сетчатая
Кремовое яблоко, или Аннона сетчатая, или Бычье сердце (лат. Annona reticulata) — плодовое дерево, вид рода Аннона (Annona) семейства Анноновые (Annonaceae).

## Описание
Кремовое яблоко — небольшое листопадное дерево высотой от 4,5 до 10 м с продолговато-ланцетовидными листьями, 10—20 см длиной и 2—5 см шириной, с выделяющимися жилками. Сложный плод сердцевидной формы, диаметром 8—16 см, с толстой жёсткой кожицей жёлтого или коричневатого цвета с красным, розовым или коричнево-красным румянцем и выразительным сетчатым узором. Внутри плода содержится волокнисто-кремовая мякоть с чёрно-бурыми или чёрными блестящими несъедобными семенами.
Дерево начинает плодоносить на третий-четвёртый год после посадки. В среднем одно дерево даёт 50—100 плодов в год, которые начинают поспевать в июле.

## Распространение
Родина Кремового яблока — Антильские острова. Ещё в древние времена оно было натурализовано в Южной Мексике и Центральной Америке, затем распространилось на юг до Перу и Бразилии. В семнадцатом веке дерево было завезено в тропическую Африку. В настоящее время оно в незначительных масштабах культивируется в Индии, странах Юго-Восточной Азии (например на юге Вьетнама), на Филиппинах и на Гуаме.

## Использование
Мякоть спелого плода съедобна в свежем виде и может добавляться в сливки и заварной крем. Отвар листьев используется как глистогонное средство. Недозрелые плоды и отвар коры применяются как средства от дизентерии и диареи. Отвар корней применяется как жаропонижающее средство.